# Jean Rhys

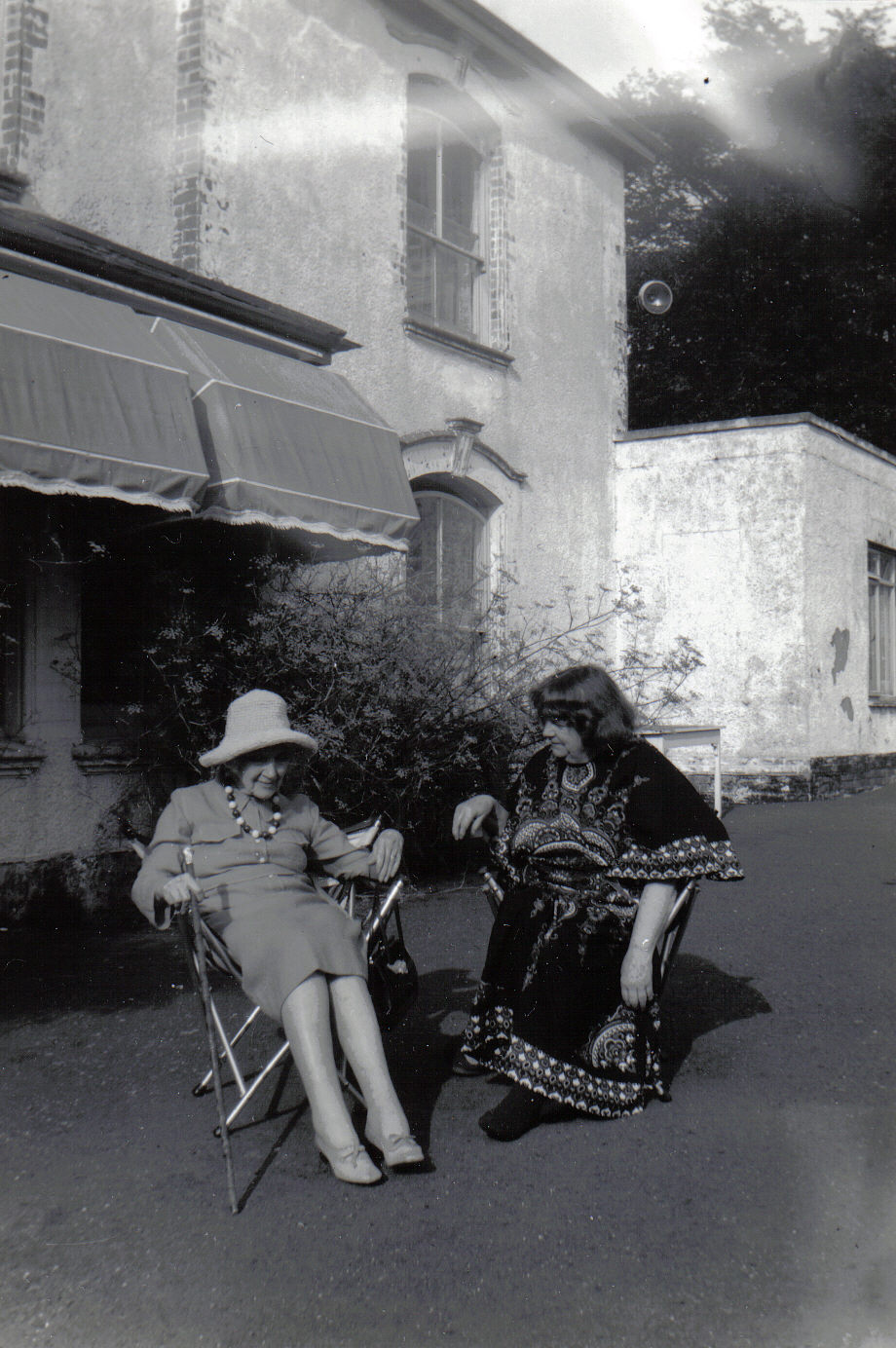
Jean Rhys (mit Hut) in Velthams (1970er Jahre)

Jean Rhys (eigentlich Ella Gwendolen Rees Williams) (* 24. August 1890 – möglicherweise auch 1894 – in Roseau auf Dominica; † 14. Mai 1979 in Exeter in England) war eine britisch-koloniale Schriftstellerin.

## Leben
Rhys war die Tochter eines walisischen Vaters und einer kreolischen Mutter. Sie wuchs in der Karibik auf und kam 1907 nach England, wo sie erst einmal Revuegirl in der englischen Provinz war. Nach dem Tod ihres Vaters 1910 lebte Jean Rhys am Rande der Armut. Sie beschäftigte sich mit Kunst und Literatur, arbeitete als Aktmodell und lebte von dem Geld verschiedener Männer.
1919 heiratete sie zum ersten Mal. Von ihren zwei Kindern starb eines frühzeitig. Insgesamt war sie dreimal verheiratet. Ihr letzter Ehemann starb 1966 im Gefängnis. Während der 1920er Jahre zog Rhys auf den europäischen Kontinent und wohnte u. a. in Paris. Sie hatte stets Heimweh nach der Karibik, ihr erster Ehemann kam in dieser Zeit ins Gefängnis. Der Beginn einer Alkoholkrankheit fällt in diese Zeit.
1923 fing Rhys an zu schreiben und wurde dabei von dem englischen Schriftsteller und Verleger Ford Madox Ford gefördert. Viele ihrer Arbeiten tragen autobiographische Züge. So handelt ihr Roman „Quartett“ in verschlüsselter Form von ihrer Affäre mit Ford, der als kalt und egoistisch beschrieben wird. Dieser lobte zwar ihren durchdringenden Außenseiterblick und ihr literarisches Formbewusstsein, zeichnete aber in „When The Wicked Man“ ein verschlüsseltes Zerrbild ihrer Person.
Bis 1939 erschienen Erzählungen und vier Romane von Jane Rhys. Unter anderem nutzte sie die Technik des Bewusstseinsstroms.
Dann geriet die Autorin für fast drei Jahrzehnte in Vergessenheit. Man glaubte, sie sei verstorben und der BBC ließ anlässlich einer Ausstrahlung von Good Morning, Midnight nach ihr suchen, worauf sie sich wieder meldete. 1966, in dem Jahr, in dem ihr Roman Wide Sargasso Sea (deutsch Sargassomeer und Die weite Sargassosee) erschien, wurde Jean Rhys als postkoloniale Autorin entdeckt und errang literarischen Ruf. Dazu trug nicht zuletzt die feministische Bewegung bei, die den Roman als Fortschreibung des viktorianischen Klassikers „Jane Eyre“ von Charlotte Brontë las. In diesem Buch taucht eine „mad lady in the attic“ auf, worauf Rhys Bezug nimmt: Ihre Hauptfigur, die einen Engländer heiratet, welcher wie die meisten Briten die Karibik nicht versteht oder verstehen will, endet als Verrückte auf einem Dachboden in England.
Während ihrer letzten Lebensjahre war sie zwar finanziell unabhängig, allerdings erreichte ihr Schaffen keine ähnliche Signifikanz wie ihre vorherigen Werke; sie veröffentlichte eine Sammlung von Kurzgeschichten mit dem Namen Sleep it off Lady und arbeitete an ihrer Autobiographie Smile Please: An Unfinished Autobiography, die erst nach ihrem Tod veröffentlicht wurde. 1984 wurden ihre Briefe, nach einer Bearbeitung durch Francis Wyndham und Diana Melly, unter dem Titel Jean Rhys‘s Letters 1931-1966 veröffentlicht.
Das Magazin Time zählte Die weite Sargassosee zu den besten 100 englischsprachigen Romanen, die zwischen 1923 und 2005 veröffentlicht wurden. Erst 1980 wurde er ins Deutsche übersetzt. 2015 erschien eine neue Übersetzung von Brigitte Walitzek.
In ihrem Todesjahr 1979 wurde Jean Rhys als Ehrenmitglied in die American Academy of Arts and Letters gewählt.
1994 wurde ein Krater auf der Venus nach ihr benannt.

## Werke
- Postures. 1928; Amerikanischer Titel Quartett, 1929.
- After leaving Mr. Mackenzie, 1931.
- Voyage in the dark, 1934.
- Good Morning Midnight, 1939.
- Let them call it Jazz, 1962.
- Wide Sargasso Sea, 1966.
  - Sargassomeer. Übersetzung Anna Leube. Berliner Taschenbuch Verlag, Berlin 2009, ISBN 978-3-8333-0264-0.
  - Die weite Sargassosee. Übersetzung Brigitte Walitzek. Schöffling & Co, Frankfurt 2015, ISBN 978-3-89561-362-3.
- Sleep it off lady: stories.
- Smile, please: an unfinished autobiography, 1979.
- Das Rauschen des Flusses. dt. von Helke Voß-Becher. Golden Luft Verlag, Mainz 2018, ISBN 978-3-9818555-4-8.

Ausgabe der Briefe
- Jean Rhys's Letters: 1931–1966. Hg. von Francis Wyndham und Diana Melly.

## Verfilmungen
- 1981: Quartett (Quartet)
- 1993: Sargasso Sea – Im Meer der Leidenschaft (Wide Sargasso Sea)
- 2006: Wide Sargasso Sea